# Polytelis anthopeplus
Polytelis anthopeplus е вид птица от семейство Psittaculidae.

## Разпространение
Видът е разпространен в Австралия.